# Catostomus cahita
Catostomus cahita es una especie de peces de la familia Catostomidae en el orden de los Cypriniformes.

## Distribución geográfica
Se encuentran en Norteamérica: noroeste de México.